# Ildar Amirowitsch Abdrasakow

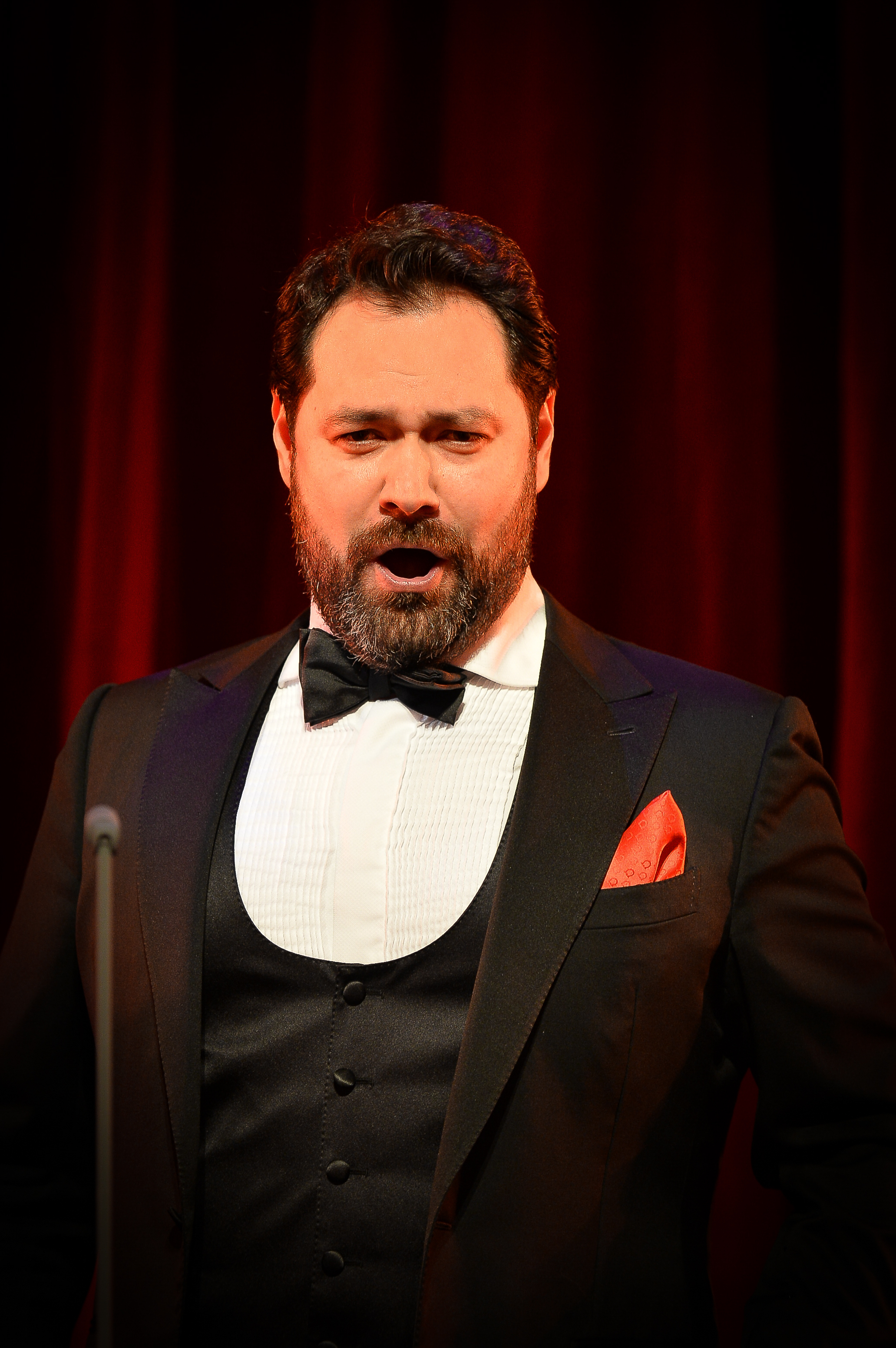
Ildar Amirowitsch Abdrasakow, 2018

Ildar Amirowitsch Abdrasakow (russisch Ильда́р Ами́рович Абдраза́ков, anders transliteriert Ildar Amirovich Abdrazakov; geboren am 26. September 1976 in Ufa, Republik Baschkortostan, Sowjetunion) ist ein russischer Opernsänger der Stimmlage Bass.

## Leben und Werk
Abdrasakow entstammt einer künstlerischen Familie. Die Mutter war Malerin, der Vater Regisseur. Im Alter von vier Jahren begann seine Karriere als Schauspieler in Film- und Bühnenproduktionen seines Vaters. Auch sein älterer Bruder Askar ist Opernsänger. Ildar Abdrasakow studierte an der Staatlichen Kunsthochschule in Ufa, wurde Mitglied der Baschkirischen Oper und gewann Preise bei Gesangswettbewerben. Mit 25 Jahren debütierte er 2001 am Teatro alla Scala von Mailand. Seither wird er regelmäßig an die bedeutendsten Opernhäuser eingeladen, beispielsweise an die Staatsopern von München und Wien, die Opéra National de Paris und das Royal Opera House Covent Garden, die Metropolitan Opera in New York sowie an das Mariinski-Theater in St. Petersburg und das Bolschoi-Theater in Moskau. 2009 debütierte er bei den Salzburger Festspielen unter der musikalischen Leitung von Riccardo Muti in Rossinis Moïse et Pharaon und kehrte seither regelmäßig für Oper und Konzert nach Salzburg zurück.
Sein Repertoire umfasst die großen Basspartien bei Rossini, Verdi und in russischen Opern. Zu seinen Paraderollen zählen der Mustafà in Rossinis L’italiana in Algeri und König Phillip II. in Verdis Don Carlo, die Titelpartie in Mussorgskis Boris Godunow sowie der Méphistophélès sowohl im Gounod’schen Faust als auch in Berlioz’ La damnation de Faust. Weitere Partien sind die Mozart-Rollen Figaro und Leporello, der Assur in Semiramide und der Basilio in Il barbiere di Siviglia, der Titelheld in Attila und der Silva in Ernani (beide vorgestellt an der Scala) sowie der Banco in Macbeth. Der Sänger ist auch im Gran Teatre del Liceu von Barcelona und am Teatro Real von Madrid aufgetreten, an der Opéra de Monaco, an der Opéra Royal de Wallonie in Liège, am Opernhaus Zürich und beim Rossini Opera Festival Pesaro, weiters in San Francisco, Los Angeles und Washington.
Ildar Abdrasakow ist ebenso ein gefragter Konzertsänger. Er war bei den BBC Proms in London und in der Carnegie Hall von New York zu erleben, gab an der Scala einen Liederabend und übernahm bei den Salzburger Festspielen die Basspartien in Verdis Messa da Requiem und in Beethovens Missa solemnis, beide geleitet von Riccardo Muti. Er arbeitet regelmäßig den Wiener Philharmonikern und dem Chicago Symphony Orchestra zusammen. Er hat eine eigene Stiftung zur Förderung junger Musiker gegründet und organisiert seit 2018 Festivals in Russland.
Abdrasakow war mit der Sängerin Olga Borodina verheiratet, mit der er ein gemeinsames Kind hat. Seit dem 26. März 2016 ist er mit der Sängerin und Fernsehmoderatorin Marika Gvilava (Марике Гвилаве) verheiratet. Das Paar hat drei gemeinsame Kinder.

## Tondokumente
2017 erhielt er einen Exklusivvertrag der Deutschen Grammophon und nahm im selben Jahr für dieses Label gemeinsam mit Rolando Villazón das Album Duets auf. 2019 erschien sein Soloalbum Verdi.

## Auszeichnung
- 2021 Verdienter Künstler der Russischen Föderation